# Houston (attrice pornografica)
Houston, pseudonimo di Kimberly Halsey (Long Beach, 24 marzo 1969), è un'ex attrice pornografica statunitense; È stata inserita nella AVN Hall of Fame nel 2004 e nella XRCO Hall of Fame nel 2015..

## Carriera
Houston è nota per il suo lavoro in The World's Biggest Gangbang 3: The Houston 620 (1999), un film in cui avrebbe avuto rapporti con oltre 620 uomini senza interruzioni il 6 febbraio del 1999.
Dopo una pausa di 10 anni, nel 2012 è rientrata nell'industria pornografica girando per Brazzers insieme a Keiran Lee "Sex Games".

## Altre apparizioni
Nel 2000 è apparsa nel documentario di VH-1 Porn to Rock che raccontava lo sforzo di ex star del porno per convertirsi in altri lavori. Nel 2012 è apparsa in "After Porn Ends", un documentario incentrato sulla vita quotidiana di ex star del cinema a luci rosse.

## Riconoscimenti
- AVN Awards
  - 2004 – Hall of Fame[9]
- XRCO Award
  - 2015 – Hall of Fame[10]